# Breuschwickersheim
 Breuschwickersheim (en alsacià Wickersche) és un municipi francès, situat a la regió del Gran Est, al departament del Baix Rin. L'any 1999 tenia 1.090 habitants.
Forma part del cantó de Lingolsheim, del districte d'Estrasburg i de la Strasbourg Eurométropole.

## Demografia
| 1962 | 1968 | 1975  | 1982  | 1990  | 1999  |
| ---- | ---- | ----- | ----- | ----- | ----- |
| 547  | 630  | 1.103 | 1.183 | 1.098 | 1.090 |

## Administració
| Període   | Identitat         | Partit |
| --------- | ----------------- | ------ |
| 2001-2008 | Charles Grosskost |        |
| 2008-     | Michel Bernhardt  |        |